# Rossio (stacja metra)
Rossio – stacja metra w Lizbonie, na linii Verde. Oddana została do użytku 27 stycznia 1963 roku w ramach rozbudowy tej linii do obszaru Rossio.
Ta stacja znajduje się na Praça da Figueira, obsługujących obszar Rossio i umożliwia dostęp do Baixa, Zamku św. Jerzego, Palácio da Independência i Teatro Nacional D. Maria II.